# Claes Duyst van Voorhout
Claes Duyst van Voorhout é uma obra do pintor holandês Frans Hals, pintada em 1638. A pintura se encontra atualmente no Metropolitan Museum of Art, na cidade de Nova York.

## Pintura
A pintura mostra um jovem bem vestido com um chapéu com a mão no quadril em uma característica pose de Hals. O vestido do homem se adapta à sua ocupação, a de um cervejeiro Haarlem, mas, ao contrário de outras cervejarias Haarlem que Hals retratou, não encontramos seu o nome nos arquivos das milícias locais. Não conhecemos a ocasião para a qual foi pintada, mas a pintura provavelmente não é um presente de casamento, porque Hals era bastante consistente com seus retratos de casamentos; posicionando o homem à esquerda e a mulher à direita.